# سیارک ۵۰۲۲
سیارک ۵۰۲۲ (به انگلیسی: 5022 Roccapalumba، نامگذاری:1984HE1)۵۰۲۲مین سیارک کشف شده‌است که در ۲۳ آوریل ۱۹۸۴ کشف شد.
قدر مطلق سیارک برابر ۶۱.۶ است.